# Brazzaville
Brazzaville a Kongói Köztársaság fővárosa, legnagyobb városa és pénzügyi központja. A Kongó folyó mellett terül el.
Itt él az ország lakosainak több mint fele és itt koncentrálódik a nem mezőgazdasági foglalkoztatás 40%-a. Brazzaville népessége 1,174 millió (2005 [forrás?] ). 2001-es adatok szerint a Pool régióban lévő elővárosokkal együtt népessége mintegy 1,5 millió.
A folyó átellenes oldalán helyezkedik el a hétmilliós Kinshasa, a szomszédos Kongói Demokratikus Köztársaság fővárosa. (Ez az egyetlen hely a világon, ahol két szomszédos ország fővárosa egymással átellenben fekszik egy folyó partján.)
A két hasonló nevű országot a könnyebb megkülönböztetés érdekében gyakran Kongó-Brazzaville, illetve Kongó-Kinshasa néven emlegetik.

## Földrajz

### Éghajlat
Brazzaville trópusi nedves és száraz éghajlattal rendelkezik. A nedves évszak hosszabb, októbertől májusig tart. A legszárazabb hónap a július és az augusztus, ekkor minimális csapadék hullik.
| Hónap                         | Jan. | Feb. | Már. | Ápr. | Máj. | Jún. | Júl. | Aug. | Szep. | Okt. | Nov. | Dec. | Év   |
| ----------------------------- | ---- | ---- | ---- | ---- | ---- | ---- | ---- | ---- | ----- | ---- | ---- | ---- | ---- |
| Rekord max. hőmérséklet (°C)  | 34,0 | 35,0 | 37,0 | 35,0 | 36,0 | 34,0 | 32,0 | 34,0 | 35,0  | 36,0 | 36,0 | 35,0 | 37,0 |
| Átlagos max. hőmérséklet (°C) | 31,0 | 32,0 | 33,0 | 33,0 | 32,0 | 29,0 | 28,0 | 29,0 | 31,0  | 32,0 | 31,0 | 31,0 | 31,0 |
| Átlagos min. hőmérséklet (°C) | 21,0 | 21,0 | 21,0 | 22,0 | 21,0 | 18,0 | 17,0 | 18,0 | 20,0  | 21,0 | 21,0 | 21,0 | 20,2 |
| Rekord min. hőmérséklet (°C)  | 18,0 | 17,0 | 18,0 | 19,0 | 17,0 | 13,0 | 12,0 | 13,0 | 16,0  | 17,0 | 18,0 | 18,0 | 12,0 |
| Átl. csapadékmennyiség (mm)   | 135  | 145  | 196  | 196  | 159  | 8    | 3    | 3    | 30    | 119  | 222  | 142  | 1358 |
| Forrás: BBC Weather           |      |      |      |      |      |      |      |      |       |      |      |      |      |

## Népessége
| Lakosok száma | 585 812 | 856 410 | 1 018 541 | 1 373 382 | 1 503 803 | 1 733 263 | 1 783 520 | 2 145 783 |
|               | 1984    | 1996    | 2001      | 2007      | 2010      | 2014      | 2015      | 2023      |

## Története
A várost 1880-ban alapították egy falu helyén, amelyet Pierre Savorgnan de Brazza olasz utazó Ntamo néven említ. A város Brazzáról kapta a nevét. A történet azzal kezdődött, hogy egy helyi bennszülött vezető, Makoko védelmi szerződést írt alá Brazzával, amelyben a Francia Birodalom oltalma alá helyezte a területet. A város négy évvel ezután épült, hogy a folyó túloldalán lévő belgák alapította város, akkori nevén Léopoldville versenytársa legyen. 1880 októbere és 1882 májusa között a szenegáli Malamine Camara őrmester vezette kis egység tartotta megszállva a helyet, nehogy a belgák foglalják el.
A terület feletti francia ellenőrzést az 1884-es berlini konferencia hitelesítette nemzetközileg. A város először Francia Kongó, majd a Gabont, a Közép-afrikai Köztársaságot és Csádot magába foglaló föderáció, Francia Egyenlítői-Afrika fővárosa lett. 1924-ben adták át a Kongó-Óceán vasutat, amely Brazzaville-t Pointe-Noire tengeri kikötővel kapcsolta össze.
1944-ben a szabad francia hadsereg és az afrikai francia gyarmatok képviselői Brazzaville-ben rendeztek találkozót, amelyen elfogadták a Franciaország és afrikai gyarmatai közti viszonyt újraszabályozó Brazzaville-i nyilatkozatot.
Brazzaville gyakran vált ütközőzónává, akár lázadók és kormányerők, akár a Kongói Köztársaság és a szomszédos Kongói Demokratikus Köztársaság vagy Angola között tört ki konfliktus.

## Közigazgatás
Az 1960-as évekig a városközpontot tekintettek az európai negyednek és ezen kívül még három „afrikai” negyed volt: (Poto-Poto, Bacongo és Makélékélé). 1980-ban "commune" státuszt kapott, elválasztották a Pool régiótól és "arrondissements"-ra osztották. Ezek: Makélékélé, Bacongo, Poto-Poto, Moungali, Ouenzé, Talangaï és Mfilou.

## Közlekedése
A város légikikötője a Maya-Maya repülőtér. A Kongó-Óceán vasút az Atlanti-óceán partjával teremt összeköttetést. Brazzaville egyúttal fontos folyami kikötő is, kompjai Kinshasába és Impfondón keresztül Banguiba járnak. A Kongó folyó zúgói épp a város határán túl helyezkednek el, lehetetlenné téve a város és a tengerpart közti hajózást, így a teherszállítás fő eszköze ebben az irányban a vasút.

## Testvértelepülések
- Németország, Drezda
- USA, Washington